# Samuele Ricci
Samuele Ricci (* 21. August 2001 in Pontedera) ist ein italienischer Fußballspieler, der beim Erstligisten AC Mailand unter Vertrag steht. Der Mittelfeldspieler ist seit November 2023 italienischer Nationalspieler.

## Karriere

### Verein
Der Pontedera geborene Samuele Ricci entstammt der Jugendausbildung des FC Empoli, wo er in unterschiedlichsten Altersklassen spielte. Im Sommer 2018 wurde er in die U19-Mannschaft befördert und galt dort in der Saison 2018/19 als absolute Stammkraft. Im April 2019 stand er erstmals im Spieltagskader der ersten Mannschaft, wurde in der verbleibenden Saison aber nicht berücksichtigt und konnte den Abstieg der Mannschaft in die Serie B somit nicht verhindern. In der Primavera bestritt er hingegen insgesamt 32 Ligaspiele, in denen ihm zwei Tore gelangen. Zur folgenden Spielzeit 2019/20 wurde er in die Herrenmannschaft beordert. Am 21. September 2019 (4. Spieltag) debütierte er beim 1:0-Heimsieg gegen die AS Cittadella in der zweithöchsten italienischen Spielklasse, als er in der 67. Spielminute für Leo Štulac eingewechselt wurde. In der Folge etablierte sich Ricci rasch in der Startformation der Azzurri. Die Saison beendete er mit 28 Ligaeinsätzen.
Am 17. Januar 2021 (18. Spieltag) erzielte Ricci beim 5:0-Heimsieg gegen die US Salernitana sein erstes Ligator für Empoli. In dieser Spielzeit 2020/21 absolvierte er 33 Ligaspiele, in denen ihm zwei Torerfolge und vier Vorlagen gelangen. Mit dem FC Empoli gewann er die Meisterschaft und stieg in die erstklassige Serie A auf. In der Nachfolgesaison bestritt er in der Hinrunde 21 Partien in der Liga, bevor er sich im Januar 2022 dem FC Turin auf Leihbasis bis zum Saisonende anschloss. Zur Folgesaison wechselte er fest nach Turin.
Zur Saison 2024/25 wechselte Ricci ligaintern zur AC Mailand und unterschrieb dort einen Vertrag bis Sommer 2029.

### Nationalmannschaft
Im Dezember 2017 spielte Samuele Ricci erstmals für die italienische U17-Nationalmannschaft. Mit dieser Auswahl nahm er an der U17-Europameisterschaft 2018 in England teil. Beim Turnier bestritt er fünf der sechs Spiele der Azzurrini. Bei der Endspielniederlage gegen die Niederlande erzielte er den zwischenzeitlichen 1:1-Ausgleich. Insgesamt stand er für die U17 in 12 Spielen auf dem Platz, in denen er drei Mal netzte. Zwischen August 2018 und Februar 2019 absolvierte er sechs Länderspiele für die U18, in denen er ein Mal traf.
Im März 2019 debütierte Ricci für die U19. Im Juli des gleichen Jahres stand er für diese Altersklasse bei der U19-Europameisterschaft 2019 in Armenien in drei Gruppenspielen auf dem Platz. Seit Oktober 2020 läuft er für die U21 auf.

## Erfolge und Auszeichnungen
Italien U17
- U-17-Vize-Europameister 2018

FC Empoli
- Meister der Serie B: 2020/21

Auszeichnungen
- Bester Spieler der Serie B: 2021
- Premio Bulgarelli Number 8: 2024/25